# 森夫河
46°59′41″N 9°04′44″E / 46.99477°N 9.07892°E

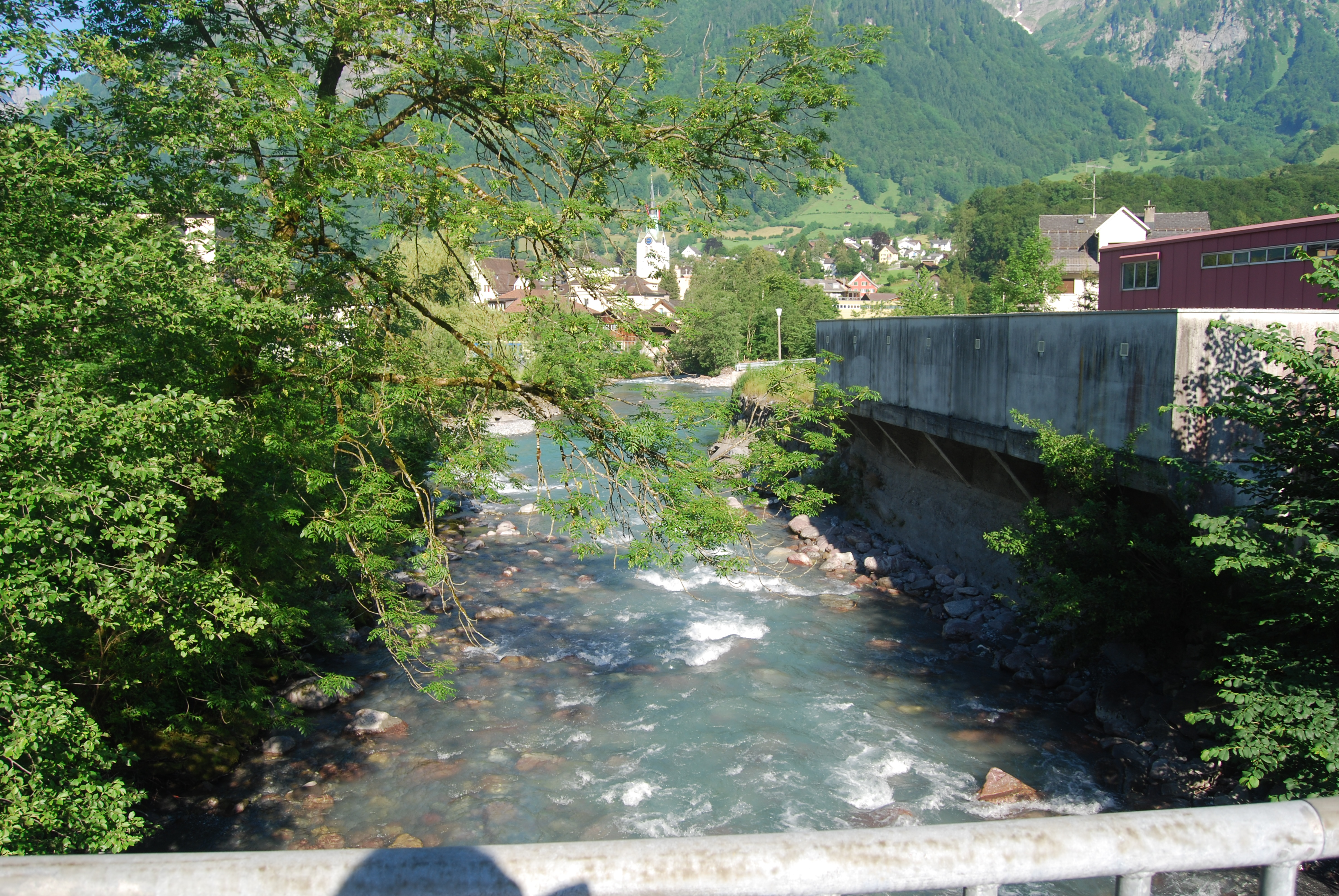

森夫河是瑞士的河流，位於該國東部，流經格拉魯斯州，屬於林特河的右支流，處於格拉魯斯山地區，河道全長19公里，流域面積210平方公里。